# Коптева, Татьяна Кирилловна
Татьяна Кирилловна Коптева (20 марта 1921, неизвестно — 20 июля 1994, Москва, Россия) — советская и российская актриса театра и кино, педагог. Заслуженный деятель искусств РСФСР, Заслуженный деятель искусств Тувинской АССР.

## Биография
Родилась 20 марта 1921 года.
С 1939 года по 1941 год и с 1944 года по 1945 год училась в Театральном училище имени Б. В. Щукина. Являлась ученицей Цецилии Львовны Мансуровой. Служила в театре имени Е. Б. Вахтангова с 1945 года по 1959 год. С 1947 года преподаватель и профессор Щукинского училища. В 1958 году ушла со сцены и перешла на педагогическую деятельность, где проработала долгие годы, выпустив многих талантливых артистов из под своего крыла.
Ушла из жизни 20 июня 1994 года в Москве. Похоронена на Ваганьковском кладбище.

## Звания и награды
- Заслуженный деятель искусств РСФСР (28.07.1980)
- Заслуженный деятель искусств Тувинской АССР (1978)

## Творчество

### Фильмография
- 1942 — Железный ангел
- 1951 — Прощай, Америка! (не цельный фильм) — медсестра посольства
- 1962 — Кто виноват? (фильм-спектакль)

### Театр имени Е. Б. Вахтангова
- 1950 — Первые радости (Лиза Мешкова)
- 1954 — Горя бояться — счастья не видать (Настя, племянница)
- 1957 — Город на заре (Хор)